# Казальбордіно
Казальбордіно (італ. Casalbordino) — муніципалітет в Італії, у регіоні Абруццо, провінція К'єті.
Казальбордіно розташоване на відстані близько 180 км на схід від Рима, 105 км на схід від Л'Аквіли, 45 км на південний схід від К'єті.
Населення — 6209 осіб (2014).

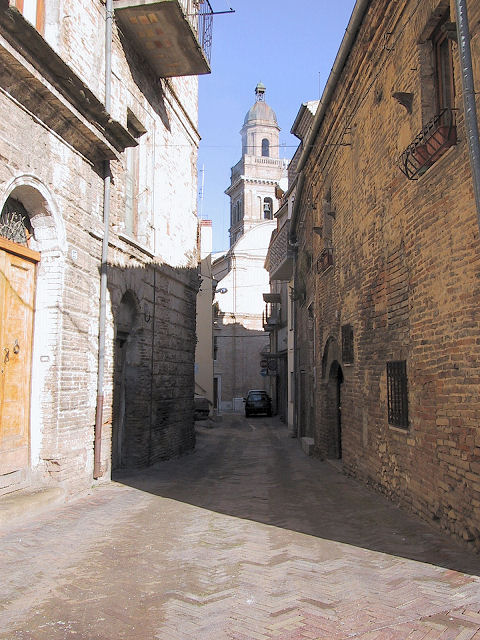

Щорічний фестиваль відбувається 26 грудня. Покровитель — святий Степан.

## Демографія
Населення за роками:

Станом на 1 січня 2023 року в муніципалітеті офіційно проживало 280 іноземців з 33 країн, серед них 182 громадяни країн Євросоюзу та 7 громадян України.

## Сусідні муніципалітети
- Атесса
- Пальєта
- Поллутрі
- Торино-ді-Сангро
- Васто
- Віллальфонсіна